# هایلیکز ۲
هایلیکز ۲ (به انگلیسی: Hylics 2) یک بازی ویدئویی نقش‌آفرینی توسعه‌یافته و منتشر شده توسط میسن لیندروث و با آهنگسازی چاک سالامون می‌باشد که برای مایکروسافت ویندوز منتشر شده‌است. این بازی دنبالهٔ هایلیکز که در سال ۲۰۱۵ منتشر شده بود، است. داستان هایلیکز ۲ در دنیایی سورئالیست و ابزوردیست روایت می‌شود که شخصیت اصلی که وین نام دارد باید جلوی رستاخیز پادشاه ظلم گیبی توسط نوکرانش را بگیرد. گیم‌پلی هایلیکز ۲ نیز مانند بازی قبلی آرپی‌جی نوبتی می‌باشد. این بازی به‌دلیل برخوردار بودن از ویژگی‌های تصویری خمیری و استاپ‌موشن منحصربه‌فرد و موسیقی‌متن سایکدلیک فانک‌اش مورد تحسین قرار گرفته‌است.

## واژه‌نامه
1. ↑  Wayne
2. ↑  Gibby